# Réserves de pétrole au Koweït
Les réserves de pétrole au Koweït représentent 8 % des réserves de pétrole dans le monde. Le Koweït est le troisième producteur de l'OPEP et prétend détenir environ 104 milliards de barils (16,5 × 10^9 m3). Cela comprend la moitié des 5 milliards de barils (790 × 10^6 m3) dans la zone neutre située entre le Koweït et l'Arabie, partagé avec cette dernière. La plupart des réserves de pétrole du Koweït sont situées dans les 70 milliards de barils (11 × 10 ^ 9 m3) du champ de Burgan, le second plus grand champ de pétrole conventionnel au monde, qui est en production depuis 1938. Étant donné que la plupart des champs de pétrole principaux du Koweït ont plus de 60 ans, le maintien des taux de production devient un problème.
La taille des réserves du Koweït a été mise en question en 2006 quand une note de service de la Kuwait Oil Company (KOC), qui avait fuité, rendues publique par le Petroleum Intelligence Weekly, revela que les réserves nationales s'élevaient à 48 milliards de barils. Les données ont été produites à la fin de 2001 par la compagnie d'état Kuwait Oil Co. (KOC) et repose sur les conclusions de son comité de gestion des réserves. Elles incluent l'ensemble du Koweït ainsi que sa part de la zone neutre partagé avec l'Arabie saoudite, qui est dénommée au Koweït, la zone partagée (Divided Zone). Ces barils sont répartis à peu près à 50-50 entre réserves «prouvées» - avec une certitude de 90 % d'être produite - et «nonproven», qui est supposé être une combinaison de réserves probables et possibles. Le chiffre total est plus de 75 % inférieur à celui du chiffre officiel des réserves prouvées du Koweït qui est de 101,5 milliards de barils,. Les réserves sont équivalentes à 20-30 ans de production avant l'épuisement des gisements.